# Wacław Chyrosz

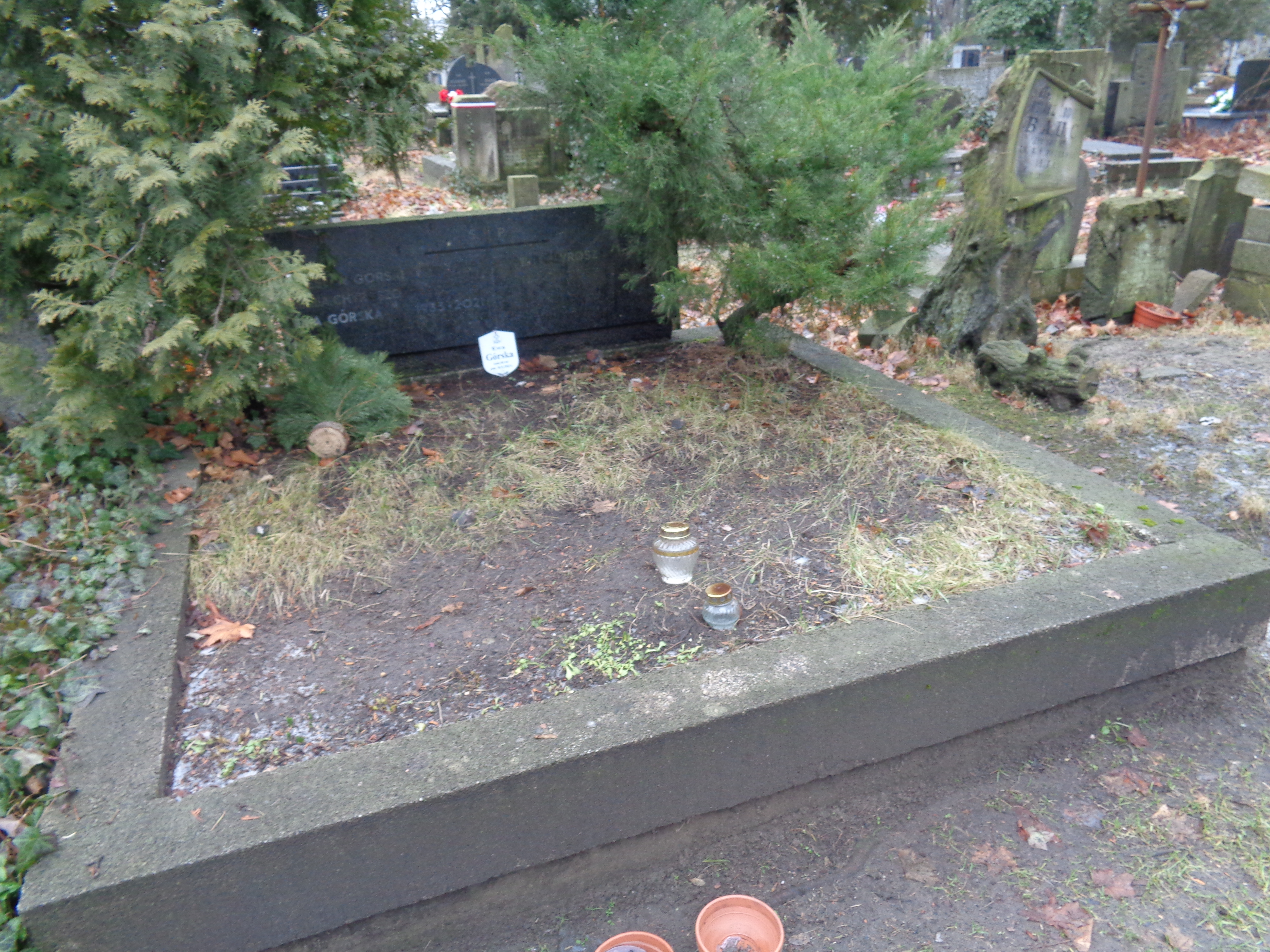
Grób Wacława Chorysza na Cmentarzu Powązkowskim

Wacław Chyrosz (ur. 18 października 1900 w Rydze, zm. 2 grudnia 1960 w Warszawie) – polski inżynier budowlany.

## Życiorys
Absolwent Gimnazjum Władysława Giżyckiego w Warszawie i Wydziału Inżynierii Lądowej Politechniki Warszawskiej 1920-1933, uczestnik powstania warszawskiego, po wojnie określany mianem zasłużonego dla odbudowy Warszawy.
Projektant i konstruktor, m.in. budynek PKO (róg ul. Marszałkowskiej i Sienkiewicza), budynek Orbisu (ul. Bracka), rozbudowa BGK w Warszawie. Główny specjalista konstruktor w Miastoprojekcie Śródmieście.
Syn Michała Chyrosza i Anny z domu Wolskich. Ojciec Jacka Chyrosza. Pochowany na cmentarzu Powązkowskim (kwatera 325-1-24 i 25).

## Publikacje
- Wacław Chyrosz, Antoni Tarczewski: Budynki mieszkalne i socjalne o ścianach cienkich. Warszawa: Komitet do Spraw Urbanistyki i Architektury, 1959. Brak numerów stron w książce
- Aleksandr Vasil’evič Voloženskij; Wacław Chyrosz; Sergej Mihajlovič Žak; Mark Petrovič Èlison: Wykorzystanie gruzu ceglanego w odbudowie: technologia i konstrukcje. Warszawa: Instytut Badawczy Budownictwa, 1947. Brak numerów stron w książce
- Wacław Chyrosz: Statycznie obliczone dźwigary stropowe i stropy ceglano-betonowe (Kleina) dla różnych rozpiętości i obciążeń z uwzględnieniem przepisów Min. Rob. Publ. Warszawa: nakł. aut., 1930. Brak numerów stron w książce